# Idiops ochreolus
Idiops ochreolus är en spindelart som först beskrevs av Pocock 1902.  Idiops ochreolus ingår i släktet Idiops och familjen Idiopidae. Inga underarter finns listade i Catalogue of Life.